# 삼성 이북 SNE-50K
삼성 이북 SNE-50K(Samsung eBook SNE-50K)는 삼성전자에서 2009년 7월 31일에 출시한 전자책 단말기이다. 삼성전자와 교보문고가 2009년 2월 20일에 국내 전자책 공동 사업 추진을 위한 양해 각서를 체결하여 상호 협력 관계를 통해 출시한 제품이다.